# 理查德·劳恩斯伯里奖
理查德·劳恩斯伯里奖（英語：Richard Lounsbery Award）是一个生物学与医学领域的科学奖，由美国商人理查德·劳恩斯伯里的基金会出资并以其名字命名，由美国国家科学院负责评选，主要颁发给美国和法国的45岁以下的科学家。

## 历届得主
- 1979年 麥可·斯圖亞特·布朗、約瑟夫·里歐納德·戈爾茨坦
- 1980年 François Morel
- 1981年 菲利普·莱德尔
- 1982年 皮埃尔·尚邦、让-皮埃尔·尚热
- 1983年 古特·布洛伯爾
- 1984年 Maxime Schwartz
- 1985年 Martin Gellert、汤姆·玛尼亚蒂斯
- 1986年 André Capron、Jacques Glowinski
- 1987年 艾爾佛列·古曼·吉爾曼、馬丁·羅德貝爾
- 1988年 François Cuzin
- 1989年 理查德·阿克塞尔
- 1990年 Jean Rosa
- 1991年 马克·克氏、Harold M. Weintraub
- 1992年 Philippe Ascher、Henri Korn
- 1993年 史坦利·布魯希納、贝尔特·福格尔斯泰因
- 1994年 让-路易斯·曼德尔
- 1995年 道格拉斯·A·梅尔顿
- 1996年 Daniel Louvard、Jacques Pouysségur
- 1997年 詹姆斯·罗思曼
- 1998年 帕斯卡莱·科萨尔
- 1999年 埃利奥特·迈耶罗维茨
- 2000年 Miroslav Radman
- 2001年 伊莱恩·富克斯
- 2002年 Denis Le Bihan
- 2003年 卡罗尔·格雷德
- 2004年 Brigitte Kieffer
- 2005年 约翰·库里扬
- 2006年 凯瑟琳·杜拉克
- 2007年 王晓东
- 2008年 Jean-Laurent Casanova
- 2009年 科妮莉亚·巴格曼
- 2010年 盖拉德·卡森蒂
- 2011年 邦尼·巴斯勒
- 2012年 Olivier Pourquie
- 2013年 卡尔·代塞尔罗思
- 2014年 Frédéric Saudou
- 2015年 Hopi Hoekstra
- 2016年 Bruno Klaholz
- 2017年 帕尔迪斯·萨贝提
- 2018年 Yohanns Bellaïche
- 2019年 Jay Shendure
- 2020年 Marie Manceau
- 2021年 張鋒
- 2022年 克莱尔·维亚尔